# Mammillaria barbata
Mammillaria barbata är en kaktusväxtart som beskrevs av Georg George Engelmann. Mammillaria barbata ingår i släktet Mammillaria och familjen kaktusväxter. Inga underarter finns listade i Catalogue of Life.